# 블라디키노역 (세르푸홉스코 티미랴젭스카야선)
블라디키노 역(러시아어: Влады́кино)은 모스크바 지하철 세르푸홉스코 티미랴젭스카야 선의 역이다. 1991년 3월 1일에 개장했다.

## 지리
블라디키노 역은 중앙 출구로 나가면 보타니체스키 사트와 보스호트 호텔과 맞닿아 있다.

## 환승
블라디키노 역에서는 모스크바 중앙 순환선의 블라디키노 역과 환승이 가능하다.